# 黄代放
黄代放（1963年—），江西南昌人，汉族，中华人民共和国政治人物、第十二届全国人民代表大会江西地区代表。
毕业于清华大学经济管理学院工商管理专业。加入中国农工民主党，担任十一届全国政协常务委员、全国工商联常委、江西省工商联主席、泰豪集团董事长。2008年，当选第十一届全国政协常务委员，代表中华全国工商业联合会，分入第二十二组。2013年，担任全国人大代表。